# Tacuina sanitatis

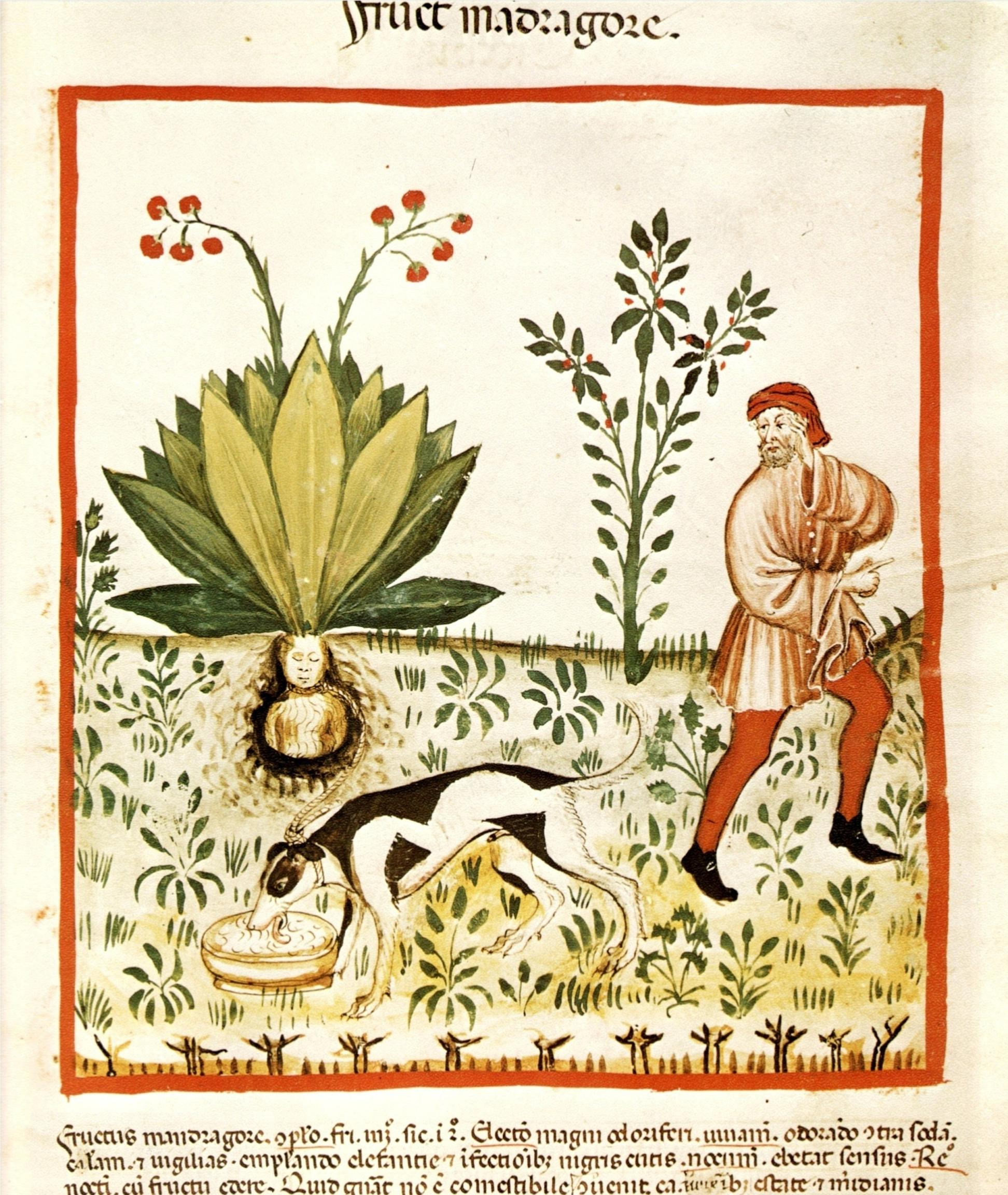
"Fructus Mandragorae", miniatura tratta dal Tacuinum sanitatis di Vienna

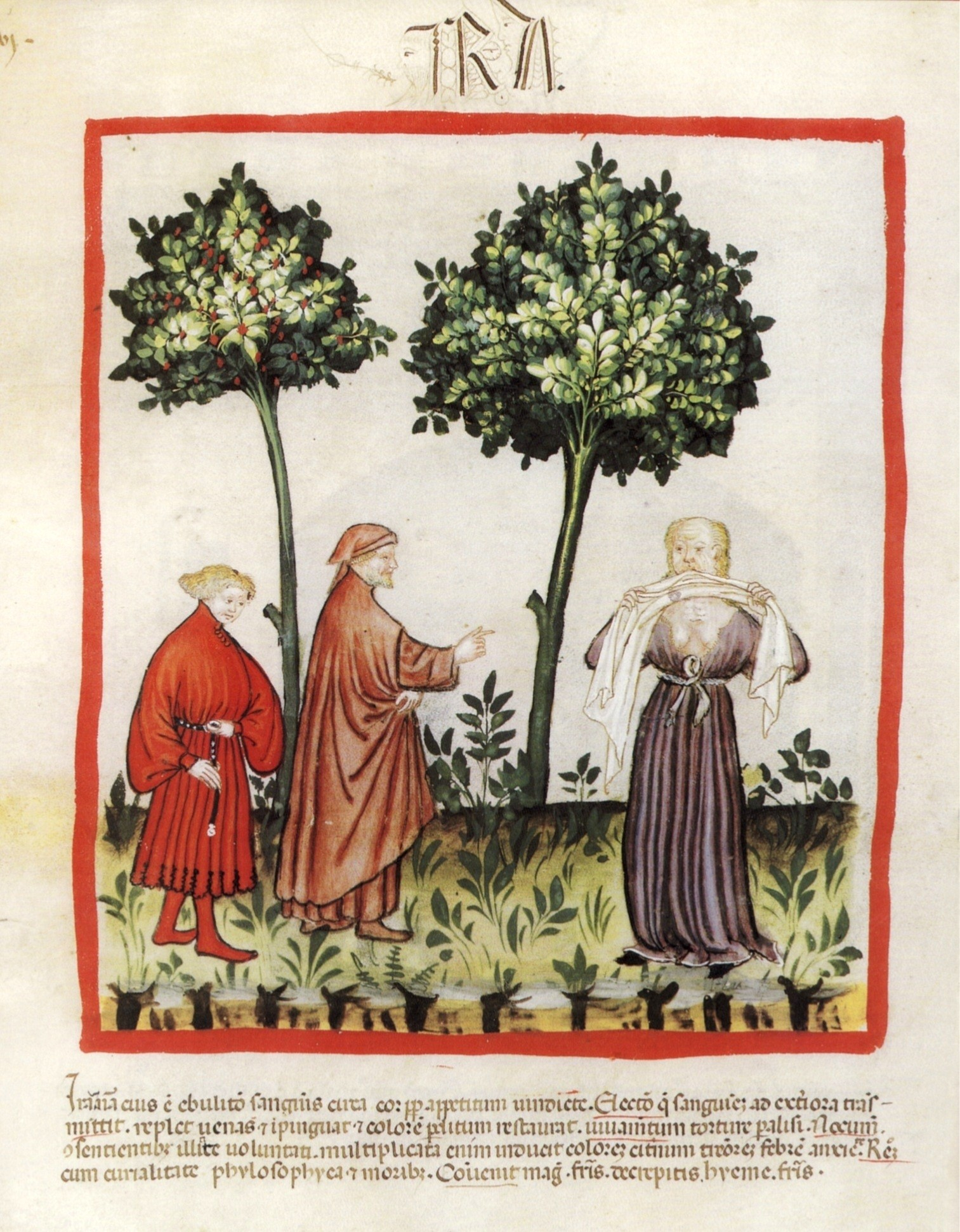
LIra, dalla copia del Tacuinum sanitatis di Vienna (Vindob. Ser. n. 2644)

Sotto il nome di "Tacuina sanitatis" vengono classificati tutti quei manuali di scienza medica scritti e miniati dalla seconda metà del XIV secolo al 1450 circa, che descrivevano, sotto forma di brevi precetti, le proprietà mediche di ortaggi, alberi da frutta, spezie e cibi, ma anche di stagioni, eventi naturali e moti dell'animo, riportandone i loro effetti sul corpo umano e il modo per correggerli.

## Origine e diffusione
Queste opere basavano il loro contenuto principalmente su un testo originale del medico arabo Ibn Butlan (traslitterato come Ububchasym de Baldach), attivo a Baghdad intorno alla metà dell'XI secolo e ivi morto nel 1052 o 1066. Il nome deriverebbe dall'arabo Taqwīm al‑ṣiḥḥa in arabo تقويم الصحة‎? (Tavole della salute). La traduzione in lingua latina del trattato dovette avvenire probabilmente nel XIII secolo alla corte di re Manfredi di Sicilia. Secondo altre ipotesi compaiono i nomi Gerardo da Cremona (1114-1187), poi di Ferragut (Faraj ibn Salim), traduttore presso la corte del re di Sicilia Carlo I d'Angiò (1263-1285) a Napoli. Da allora in poi i Tacuina sanitatis conobbero una rapida e vasta diffusione, che consentì anche al mondo europeo dell'epoca di conoscere le norme igieniche e dietetiche della medicina razionale araba, modificando radicalmente le pratiche mediche occidentali, fino ad allora legate più ad usi ereditati dalla tradizione e a credenze magiche e religiose che non a un oggettivo studio della disciplina scientifica.
La divulgazione dei più celebri Tacuina miniati avvenne soprattutto in area lombarda su commissione di un pubblico aristocratico, in prevalenza laico, particolarmente interessato a possedere un'opera che non solo consigliasse rimedi per conservarsi in salute ma che rendesse, attraverso un testo breve ma puntuale accompagnato da sontuose miniature, più semplice e piacevole l'apprendimento di tali norme. Fu così che da un'iniziale funzione pratica di questi testi si passò di volta in volta a quella primariamente estetica. Grazie alle minuziose e vivide raffigurazioni che vennero col tempo elaborate in essi, i Tacuina costituiscono tuttora una fonte iconografica di eccezionale ricchezza e importanza per lo studio di aspetti molto diversi e vari della vita umana dell'epoca medievale.

## Stile e caratteristiche generali
I Tacuina trattavano delle sei cose fondamentali per mantenersi in salute: cibi e bevande convenienti, movimento e riposo, aria buona, sonno frequente e regolazione dei sentimenti. Esistono alcuni di questi codici miniati giunti fino a noi; di questi, tre sono considerati di maggior pregio: uno è conservato a Vienna (Biblioteca Nazionale), uno a Parigi (Biblioteca nazionale di Francia) e un altro a Roma (Biblioteca Casanatense), il quale prende il nome, diversamente dagli altri due, di Theatrum sanitatis.
In ogni Tacuinum il testo non occupa che alcune linee a piè di ogni foglio, il cui restante spazio è per intero destinato ad una miniatura che illustra la materia particolare alla quale il precetto si riferisce. Le miniature rappresentano piante, ortaggi, frutti assieme a donne e uomini che ne indicano i metodi di coltivazione, di raccolta o di preparazione. Sono raffigurati, inoltre, interni di botteghe nelle quali si scorgono prodotti salutari e venditori che s'accingono a venderli o a prepararli. In pratica, quella che vediamo sulle pagine del Tacuinum sanitatis è la chiara trasposizione di una serena realtà medievale, illustrata con ricchezza di dettagli e suggestiva descrizione della realtà. Queste raffigurazioni sono uniche nel loro genere, non solo per stile e composizione, ma anche, e soprattutto, per la grande freschezza narrativa tipica del gusto dello stile gotico-internazionale.